# Министерство юстиции Франции
Министерство юстиции Франции — орган правительства Франции, которое отвечает за:
- надзор судопроизводства, его обслуживания и администрирования;
- участие в качестве вице-президента судебного совета (который курирует судебную производительность и консультирует по прокурорской исполнительности);
- надзор прокуратуры;
- тюремную систему;
- законодательные акты, затрагивающие гражданское или уголовное законодательство или процедуры.

## Бюро и офисы
- Кабинет министра
- Генеральный секретариат — Администрация
- Управление Генерального инспектора
- Управление по судебному администрированию
- Управление гражданского правосудия
- Управление государственного обвинения
- Французская служба исполнения наказаний
- Управление по делам несовершеннолетних
- Управление бухгалтерского учета и бюджета.